# حکیم نورالدین
حکیم نورالدین (۸ ژانویهٔ ۱۸۳۴ – ۱۳ مارس ۱۹۱۴) یار نزدیک میرزا غلام احمد، بنیانگذار نهضت احمدیه بود که از تاریخ ۲۷ مهٔ ۱۹۰۸ به عنوان اولین خلیفه احمدیه و اولین جانشین انتخاب شد. نورالدین، اولین فردی بود که در سال ۱۸۸۹ با غلام احمد بیعت کرد و به عنوان نزدیک‌ترین یار و محرم اسرار در کنار او باقی ماند، خانه اش را در در سال ۱۸۹۲ در تحصیل بهیره ترک کرد و در قدیان اقامت گزید. او در تمام دوران فعالیت مذهبی خود، یاور غلام احمد بود، حکیم نورالدین چند جلد کتاب استدلال در قبال انتقادات مطرح شده توسط مباحثه کنندگان مسیحی و هندو در مورد اسلام، به رشته تحریر درآورد و در شکل‌گیری تعدادی از مناظرات بین غلام احمد و مخالفان او، نقش داشت. بعد از درگذشت غلام احمد، او به اتفاق آرا به عنوان جانشین انتخاب گردید. تحت رهبری نورالدین، جنبش احمدیه شروع به سازمان دهی فعالیت مذهبی در گروه‌های کوچک اشاعه تفکرات احمدی در جنوب هند، بنگال و افغانستان کرد، در سال ۱۹۱۳ اولین هیئت تبلیغی اسلامی در انگلیس را تأسیس کرد،و فعالیت روی ترجمه قرآن به انگلیسی شروع شد.خطابه‌های او دربارهٔ تفسیر قرآن و حدیث، یکی از جاذبه‌های اصلی بازدید کنندگان در قدیان بعد از درگذشت غلام احمد بود.

## خاندان
حکیم نورالدین کوچک‌ترین فرزند در بین هفت برادر و دو خواهر بود و سی و چهارمین نسل مستقیم مرد از عمر بن خطاب، خلیفه دوم اسلام بود. اجداد مولانا نورالدین از مدینه هجرت کردند و در بلخ اقامت گزیدند و بعد به مقام حکمرانی کابل و غزنی دست پیدا کردند. در پی هجوم چنگیز خان، اجداد او از کابل کوچ کردند و ابتدا در نزدیکی مولتان مستقر شدند و سپس در نهایت در تحصیل بهیره اقامت پیدا کردند.

## دوران ابتدایی زندگی و تحصیلات
نورالدین، مادرش نوربخت را به عنوان اولین معلم خود تلقی می‌کرد. او می‌گفت که عشق به قران از طریق شیر مادرش به او انتقال داده شده است. برای تحصیل در دورهٔ آموزش ابتدایی به یک مدرسه محلی رفت. پدرش، حافظ غلام رسول که مسلمانی مؤمن بود، به تحصیل فرزندان اهمیت زیادی می‌داد. نورالدین به زبان مادری خود، پنجابی صحبت می‌کرد ولی بعد از اینکه صحبت کردن یک سرباز را به زبان اردو شنید، عاشق این زبان شد و با خواندن منابع علمی این زبان را یادگرفت. برادر بزرگتر او، سلطان احمد فردی فاضل و دانش‌آموخته، مالک یک چاپخانه در لاهور بود. هنگامی که ۱۲ ساله بود به همراه برادرش به شهر لاهور رفت، در آنجا بیمار شد و توسط حیکم غلام دستگیر از سعید میتا (Said Mitha) با موفقیت درمان شد. نورالدین که تحت تأثیر رفتار و آوازه او قرار گرفته بود مشتاق به مطالعه در علم پزشکی گردید ولی برادرش او را متقاعد کرد تا زبان فارسی را بیاموزد و ترتیبی داد تا توسط معلم برجسته فارسی، منشی محمد قاسم کشمیری تعلیم ببیند.
نورالدین طی دو سالی که در لاهور اقامت داشت زبان فارسی را یادگرفت. سپس برادرش زبان عربی را در سطح مبتدی به او یاد داد. در سال ۱۸۵۷، یک کتابفروش دوره‌گرد از کلکته به تحصیل بهیره آمد. او نورالدین را تشویق کرد تا ترجمه قرآن را بیاموزد و یک رونوشت چاپی از پنج بخش اصلی کتاب را با ضمیمه‌ای که شامل مطالب ترجمه شده آنها به زبان اردو بود را به او داد. بعد از مدت کوتاهی، یک تاجر بمبئی او را ترغیب کرد که دو کتاب اردو، تقویة الایمان و مشرق النور که تفسیر قرآن بودند را بخواند. چند سال بعد به لاهور بازگشت و شروع به آموختن علم پزشکی توسط حکیم مشهور، حکیم الله دین از گومتی بازار (Gumti Bazaar) کرد.

## طبیب سلطنتی

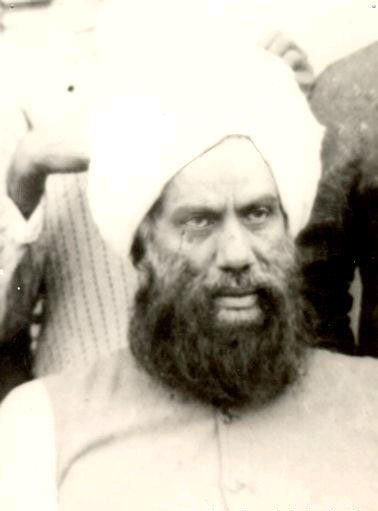
نورالدین در حدود ۱۸۹۹

در سال ۱۸۷۶ به عنوان طبیب پادشاهی مهاراجه رانبیر سینگ حاکم جامو و کشمیر مشغول به کار شد. گزارش‌های مفصلی از دوران تصدی او به عنوان طبیب دربار وجود دارد. همه مدارس بیمارستانی ایالت، تحت نظر او قرار گرفت. در ابتدا زیر نظر طبیب اعظم، آقا (حکیم) محمد باقر به کار مشغول بود ولی بعد از درگذشت حکیم باقر، او به عنوان طبیب اعظم به فعالیت پرداخت. گفته می‌شود که در دوران طبابتش در دربار، وقت زیادی را برای خدمت کردن به اسلام می‌گذاشت و اغلب با مهاراجه وارد مباحثه مذهبی و اندیشمندانه می‌گردید. در طی این مباحث‌ها، او به صراحت بیان و نترسی معروف بود. گفته شده است که مهاراجه و پسرش عمار سینگ، قرآن را از نورالدین یادگرفته اند.
گفته شده که یک روز مهاراجه به ملازمان دربار فرمود: «هر کدام از شما به خاطر چیزی یا به خاطر طلب مرحمتی از من اینجا هستید و مدام تملّق من را می‌کنید ولی این مرد (حکیم صاحب) تنها کسی است که به دنبال چیزی نیست و تنها به این دلیل اینجا حضور دارد که حکومت به او نیاز دارد. به همین دلیل است که هر چه او بیان می‌کند به دقت شنیده می‌شود به خاطر اینکه او از گفته‌هایش مقصود دیگری ندارد.»
به خاطر اینکه حکیم نورالدین یک پژوهشگر زبان عبری بود، توسط سید احمد خان هندی به عنوان همپایهساز گروه پژوهشگران در نگارش تفسیری از تورات از دیدگاه مسلمانان انتخاب شد. در طی این مدت با انجمن حمایت از اسلام به صورت فعالی سروکار داشت.
از سال ۱۸۷۶، نورالدین حکیم دربار بود. وقتی مهاراجه پراتاپ سینگ بر مسند قدرت نشست، نورالدین در سال ۱۸۹۲ به دلایل مختلف سیاسی مجبور به ترک خدمت در ایالت جامو گردید. در سال ۱۸۹۵، شغلی که سال‌های قبل در دربار داشت به او پیشنهاد گردید ولی او نپذیرفت.

## آشنایی با میرزا غلام احمد
نورالدین در هنگام اقامت خود در جامو، به‌طور دائم در مناظره‌های مذهبی با مسیحی‌ها و هندوها مشغول بود. یک بار با فردی کافر روبرو شد که سؤال کرد اگر خدا حقیقت دارد پس چرا در این دوران خرد و دانایی، کسی ادعای دریافت وحی الهی نمی‌کند. این سؤالی بود که نورالدین فی المجلس جوابی برای آن نیافت. در همان دوران، او با تکه برگه ای از یک کتاب با نام براهین احمدیه مواجه شد. نویسندهٔ کتاب میرزا غلام احمد از قدیان بود که مدتی بعد مدعی شد همان مسیح موعود و امام مهدی است. نورالدین وقتی مشاهده کرد نویسندهٔ کتاب مدعی دریافت وحی است غافلگیر شد. او کتاب را خرید و با علاقه فراوان خواند. او به قدری تحت تأثیر مطالب کتاب قرار گرفت که مصمم شد به ملاقات نویسندهٔ کتاب برود. نورالدین اولین ملاقات خود با غلام احمد را بازگو کرد.
| « | هنگامی که به نزدیکی قدیان رسیدم، از شدت هیجان و اضطراب به خود می‌لرزیدم و با بیقراری دعا می‌کردم… | » |

مدتی بعد نورالدین بیان کرد:
بعد از نماز عصر بود که وارد مسجد مبارک شدم. به محض اینکه چهره او را دیدم از خوشحالی در پوست خود نمی‌گنجیدم و به خاطر یافتن مردی کامل که در تمام عمرم در جستجوی او بودم، مسرور و خدا را شکر کردم… در پایان اولین ملاقات با او، دست خود را برای بیعت به سمتش دراز کردم. حضرت میرزا صاحب (غلام احمد) فرمود که هنوز از جانب خدا برای گرفتن بیعت به او سفارش نشده است؛ سپس از میرزا صاحب خواستم به من قول بدهد که من اولین فردی باشم که با او بیعت می‌کنم… (الحکم، ۲۲ آوریل ۱۹۰۸)
در طی اقامت او در قدیان، رفیق صمیمی غلام احمد شد و در نوشته‌های هر دو آنها مشخص است که برای یکدیگر احترام بسیار زیادی قائل بودند. هرچند رابطه بین این دو، به زودی به رابطه استاد و مرید تبدیل شد و نورالدین خودش را به عنوان یک شاگرد وقف احمد کرد. او در نهایت به قدیان مهاجرت کرد و کمی پس از اینکه شغلش در کشمیر را رها کرد، کاشانه و زندگی خود را در آنجا برپا کرد. اغلب اوقات در سفرهای غلام احمد همراه او بود.

## ازدواج‌ها و فرزندان

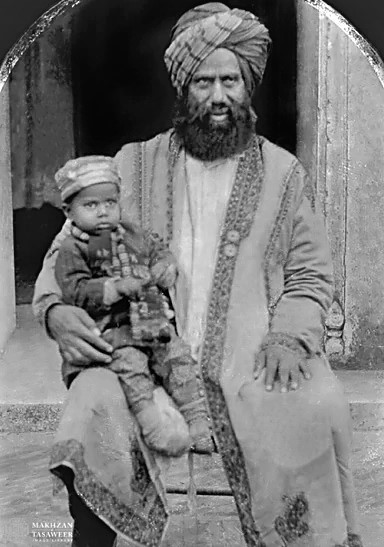
نورالدین با پسرش عبدالحی

نورالدین سه مرتبه ازدواج کرد. همسر اول او دختر شیخ مکرّم بهیروی، فاطیما صاحبه بود. قبل از اینکه نورالدین به خلافت برسد همسر اول او در سال ۱۹۰۵ درگذشت. او هم چنین در سال ۱۸۸۹ با دختر صوفی احمد جان، صغری بیگم اهل شهر لودهیانا ازدواج کرده بود. اطلاعات اندکی پیرامون همسر سوم او در دسترس است. ممکن است او در طی یک سفر به مکه و مدینه با همسر سوم خود ازدواج کرده باشد. بسیاری از فرزندان او در دوران کودکی فوت کردند.
فرزندانی که ماحصل ازدواج او با فاطیما صاحبه هستند:
- امامه
- حفصه
- امة اللّه

فرزندانی که ماحصل ازدواج او با صغری بیگم، که با نام آماجی (Ammaji) هم شناخته می‌شد، به قرار زیر هستند:
- امة الحی، فرزند دختر (۱۹۰۰–۱۹۱۴) با میرزا بشیرالدین محمود احمد ازدواج کرد.
- عبدالحی، فرزند پسر
- عبدوس سلام، فرزند پسر
- عبدالوهاب، فرزند پسر
- عبدل منان، فرزند پسر